# Glypta calianensis
Glypta calianensis là một loài tò vò trong họ Ichneumonidae.